# Портрет Еміля Золя
«Портрет Еміля Золя» (фр. Portrait d'Émile Zola) — картина, написана в 1868 році французьким художником Едуаром Мане. Зберігається в музеї Орсе в Парижі. Розмір картини — 146,5 × 114 см.
На картині зображений друг художника — французький письменник і публіцист Еміль Золя.

## Історія
Еміль Золя вперше побачив картини Едуара Мане під час «Салону відхилених» 1863 року і відтоді став гарячим шанувальником творчості художника, яка відкидалася багатьма критиками того часу. У 1860-х роках Золя написав кілька статей про Мане, в яких, зокрема, захищав його від несправедливої критики.
Золя і Мане познайомилися в травні 1866 року. Через деякий час в знак своєї подяки Мане запропонував написати портрет письменника. Мане працював над цим портретом у 1868 році у своїй майстерні на вулиці Гійо. Картина була представлена публіці на Паризькому салоні 1868 року.
Після закінчення роботи Мане подарував її Емілю Золя. Після смерті Золя у 1902 році, картина залишалася у його вдови. У 1918 році вона подарувала портрет Лувру з умовою, щоб він залишався у неї до кінця її життя, так що картина потрапила до Лувру лише в 1925 році. У 1986 році вона була передана з Лувру в музей Орсе.

## Опис
Еміль Золя зображений сидячим впівоберта до глядача, з відкритою книгою в руках (вважають, що це «Історія живопису» Шарля Блана). Перед ним — письмовий стіл, завалений книгами, журналами та іншими предметами, пов'язаними з творчістю письменника. Серед них — брошура з нарисом Золя «Новий шлях живопису: Едуар Мане». На стіні над столом можна розрізнити чорно-білу репродукцію картини Мане Олімпія", яка частково закриває гравюру з картини Веласкеса «Тріумф Вакха», а також кольорову гравюру Утагави Куніакі II із зображенням японського борця. У лівій частині полотна зображена японська ширма.